# Liste der Kulturdenkmale in Käbschütztal
In der Liste der Kulturdenkmale in Käbschütztal sind die Kulturdenkmale der sächsischen Gemeinde Käbschütztal verzeichnet, die bis Januar 2021 vom Landesamt für Denkmalpflege Sachsen erfasst wurden (ohne archäologische Kulturdenkmale). Die Anmerkungen sind zu beachten.
Diese Aufzählung ist eine Teilmenge der Liste der Kulturdenkmale im Landkreis Meißen.

## Barnitz
| Bild                                    | Bezeichnung                                                                                         | Lage                  | Datierung                                                                                        | Beschreibung | ID       |
| --------------------------------------- | --------------------------------------------------------------------------------------------------- | --------------------- | ------------------------------------------------------------------------------------------------ | --- | -------- |
| Weitere Bilder                          | Herrenhaus (Nr. 1, heute Kindergarten) und südöstliches Wirtschaftsgebäude (Nr. 1a) des Rittergutes | Barnitz 1, 1a (Karte) | Bezeichnet mit 1731, 1912–1913 überformt (Herrenhaus); Ende 19. Jahrhundert (Wirtschaftsgebäude) | Herrenhaus stattliches Barockgebäude, Umbau im Reformstil der Zeit um 1910, Wirtschaftsgebäude mit neogotischen Stilelementen des 19. Jahrhunderts, baugeschichtlich und ortsgeschichtlich von Bedeutung. Großer rechteckiger Gutshof, an der Westseite erhöht liegend das Herrenhaus. - Herrenhaus: Zweigeschossiger Putzbau mit 9 : 4 Fensterachsen, mit den Initialen des Bauherren M.A.G von Köhler, das ausgebaute Walmdach mit reliefverziertem Zwerchhaus und der Vorbau an der Westseite von 1912/13. Schmale Gartenterrasse an der Ostseite, in ihre Stützmauer eingefügt eine Freitreppe und Stichbogenöffnungen als Zugänge zu den Kellern. Das Innere 1913 erneuert. - Im Gutshof große Wirtschaftsgebäude (Dehio Sachsen I, 1996, vgl. Gurlitt): massiv, barocker Giebel (gefüllt: Darstellung Junge und Mädchen, zwei Rehe), zwei Jugendstilfenster | 09268444 |
| Direkt Bild zu diesem Denkmal hochladen | Wohnhaus                                                                                            | Barnitz 12 (Karte)    | 1. Hälfte 19. Jahrhundert                                                                        | Obergeschoss Fachwerk, baugeschichtlich von Bedeutung. Giebel verbrettert (neu), Vorbau, Schleppdach, Stallanbau | 09268445 |

## Deila
| Bild           | Bezeichnung                                                              | Lage            | Datierung | Beschreibung | ID       |
| -------------- | ------------------------------------------------------------------------ | --------------- | --- | --- | -------- |
| Weitere Bilder | Herrenhaus, Wirtschaftsgebäude (mit Torhaus) und Scheune des Rittergutes | Deila 1 (Karte) | Bezeichnet mit 1776 (Herrenhaus); bezeichnet mit 1793 (Torhaus); Ende 18. Jahrhundert (Scheune); bezeichnet mit 1857 (Wirtschaftsgebäude im Südhof) | Markante Anlage, Herrenhaus ein lang gestreckter Putzbau mit Segmentbogenportale und Mansarddach, Torhaus ebenfalls mit Mansarddach, baugeschichtlich und ortsgeschichtlich von Bedeutung. Rechteckiger Haupthof im Norden, mit dem Herrenhaus an der Ostseite, dem nördlichen Torbau und der Scheune im Westen, südlich schließt sich ein kleinerer ansteigender Hof mit Wirtschaftsgebäuden im Osten und Westen und der Ausfahrt in die Feldflur an. - Herrenhaus (Dehio Sachsen I, 1996): Schlichter zweigeschossiger Putzbau mit Mansardwalmdach, 11:4 Achsen, das Eingangsportal aus Sandstein bezeichnet mit 1793, im Inneren Reste von Rahmenstuckdecken. Zweigeschossiges verputztes Wohn- und Wirtschaftsgebäude mit abgewalmten Satteldächern, sein mittlerer Teil überhöht, als Torhaus ausgebildet, mit Mansardwalmdach (ehemals mit bekrönendem Reiter), die korbbogigen Sandsteinportale der Tordurchfahrt mit den Initialen des Bauherren Johann Georg Wolf; Wappen: Wolf über Oval gelegt, darin Buchstabe W - große Scheune mit zwei Korbbogentoren und Krüppelwalmdach - die Wirtschaftsgebäude im Südhof mit klassizistischen Fassadenelementen | 09268110 |

## Gasern
| Bild                                    | Bezeichnung   | Lage                   | Datierung                 | Beschreibung | ID       |
| --------------------------------------- | ------------- | ---------------------- | ------------------------- | --- | -------- |
| Direkt Bild zu diesem Denkmal hochladen | Wohnstallhaus | Meißner Berg 3 (Karte) | 1. Hälfte 19. Jahrhundert | Stattliches Gebäude, Obergeschoss Fachwerk, baugeschichtlich von Bedeutung. Fachwerk massiv untersetzt, Erdgeschoss durch große Fenster entstellt, Krüppelwalmdach. | 09267986 |
| Direkt Bild zu diesem Denkmal hochladen | Turnhalle     | Meißner Berg 4 (Karte) | Ende 19. Jahrhundert      | Holzverschaltes oder nur aus Holz errichtetes Gebäude, gestiftet von dem damals ansässigen Jahn-Verein, ortsgeschichtlich von Bedeutung. 2003 Streichung Kriegerdenkmal für die Gefallenen des Ersten Weltkrieges (ebenfalls gestiftet von dem damals ansässigen Jahn-Verein). | 09267985 |

## Görna
| Bild | Bezeichnung                                                         | Lage                         | Datierung | Beschreibung | ID       |
| ---- | ------------------------------------------------------------------- | ---------------------------- | --------- | --- | -------- |
|      | Bahnhofsgebäude und Reste der Pflasterung des Bahnhofs Görna-Krögis | Görna 17 (gegenüber) (Karte) | 1909      | Hölzerne Wartehalle der Schmalspurbahn Wilsdruff–Gärtitz (Abschnitt Garsebach–Lommatzsch), Typenbau der Kgl. Sächs. Staatseisenbahnen, originaler Erhaltungszustand, als Dokument des ursprünglichen Streckenverlaufs der sogenannten Rübenbahn sowie als Typenbau dieser Schmalspurstrecke eisenbahngeschichtlich von Bedeutung. Fachwerkbau auf gemauertem Sockel, mit Ziegelausfachung und Holzverkleidung, Bauform typisch für die vorliegende Schmalspurstrecke. Streckenkilometer 22,481. Bahnhofsanlagen umfassten ursprünglich neben der Wartehalle ein Abortgebäude (abgebrochen) und einen Wagenkasten. Am 1. Dezember 1909 für den Güter- und Personenverkehr eröffnet, Stilllegung des Personen- und Güterbahnhofs am 29. Oktober 1972. Es stellt eine Einmaligkeit dieses Streckenabschnitts dar, dass alle Bahnhöfe mit den zugehörigen Wartehallen erhalten sind. | 09268312 |

## Großkagen
| Bild                                    | Bezeichnung                                              | Lage                       | Datierung | Beschreibung                    | ID       |
| --------------------------------------- | -------------------------------------------------------- | -------------------------- | --------- | ------------------------------- | -------- |
| Direkt Bild zu diesem Denkmal hochladen | Kriegerdenkmal für die Gefallenen des Ersten Weltkrieges | Großkagen 10 (bei) (Karte) | Nach 1918 | Ortsgeschichtlich von Bedeutung | 09267992 |

## Käbschütz
| Bild                                    | Bezeichnung | Lage                                      | Datierung                                                   | Beschreibung | ID       |
| --------------------------------------- | --- | ----------------------------------------- | ----------------------------------------------------------- | --- | -------- |
|                                         | Bahnhofsgebäude mit Abortgebäude und Wagenkasten (Haltepunkt Käbschütz)                                                                                            | (Gemarkung Nimtitz, Flurstück 73) (Karte) | 1909                                                        | Hölzerne Wartehalle der Schmalspurbahn Wilsdruff–Gärtitz (Abschnitt Garsebach–Lommatzsch), Typenbau der Kgl. Sächs. Staatseisenbahnen, originaler Erhaltungszustand, als Dokument des ursprünglichen Streckenverlaufs der sogenannten Rübenbahn sowie als Typenbau dieser Schmalspurstrecke eisenbahngeschichtlich von Bedeutung. Wartehalle Fachwerkbau auf gemauertem Sockel, mit Ziegelausfachung und Holzverkleidung, um 2000 mit grüner Farbfassung versehen worden, originaler Erhaltungszustand, Bauform typisch für die vorliegenden Schmalspurstrecke. Toilettenhäuschen oder Freiabtritt (später Abort genannt). Streckenkilometer 27,814. Als Bahnhof erbaut, ab Februar 1969 Haltepunkt. Bahnhofsanlagen umfassten ursprünglich neben der Wartehalle ein Abortgebäude, einen Wagenkasten und eine Laderampe. Am 1. Dezember 1909 für den Güter- und Personenverkehr eröffnet, Einstellung des Güterverkehrs bereits im Februar 1969, des Personenverkehrs erst am 29. Oktober 1972. Es stellt eine Einmaligkeit dieses Streckenabschnitts dar, dass alle Bahnhöfe mit den zugehörigen Wartehallen erhalten sind. | 09268363 |
| Direkt Bild zu diesem Denkmal hochladen | Wohnstallhaus, Seitengebäude mit integriertem Scheunenteil und weiteres Seitengebäude eines ehemaligen Vierseithofs, dazu Toreinfahrt, Bauerngarten und Stützmauer | Käbschütz 1 (Karte)                       | 1804 (Seitengebäude); Mitte 19. Jahrhundert (Wohnstallhaus) | Alle Gebäude mit Fachwerk im Obergeschoss, weitgehend geschlossen erhaltener Bauernhof, Zeugnis bäuerlichen Lebens und Wirtschaftens vergangener Zeiten, baugeschichtlich und wirtschaftsgeschichtlich von Bedeutung. Scheunenteil massiv. | 09268121 |
| Direkt Bild zu diesem Denkmal hochladen | Wohnstallhaus, Scheune und daran angebautes Seitengebäude eines Dreiseithofes                                                                                      | Käbschütz 2 (Karte)                       | 1. Hälfte 19. Jahrhundert                                   | Alle Gebäude in Fachwerkbauweise, Wohnstallhaus mit Fachwerk-Obergeschoss und schönem Türportal, baugeschichtlich und wirtschaftsgeschichtlich von Bedeutung | 09268120 |
| Direkt Bild zu diesem Denkmal hochladen | Wohnstallhaus, Scheune und daran angebautes Seitengebäude eines Dreiseithofes                                                                                      | Käbschütz 5 (Karte)                       | 1. Hälfte 19. Jahrhundert                                   | Wohnstallhaus Obergeschoss Fachwerk, Fachwerk-Scheune, baugeschichtlich und wirtschaftsgeschichtlich von Bedeutung. Stallgebäude massiv. | 09268119 |
| Direkt Bild zu diesem Denkmal hochladen | Wohnstallhaus, Seitengebäude und Scheune eines Dreiseithofes | Käbschütz 6 (Karte)                       | Bezeichnet mit 1836                                         | Geschlossen erhaltener Bauernhof in Fachwerkbauweise, Fachwerk-Scheune in gutem Originalzustand, baugeschichtlich und wirtschaftsgeschichtlich von Bedeutung, alle mit Krüppelwalmdach | 09268118 |
| Direkt Bild zu diesem Denkmal hochladen | Wohnstallhaus, zwei Stallgebäude und Scheune eines Vierseithofes                                                                                                   | Käbschütz 7 (Karte)                       | Um 1800                                                     | Größtes Gehöft im Ort, stattliches Wohnstallhaus ein verputzter Massivbau mit Krüppelwalmdach, Wirtschaftsgebäude in Fachwerkbauweise, zeit- und landschaftstypischer Bauernhof von seltener Geschlossenheit, baugeschichtlich und wirtschaftsgeschichtlich von Bedeutung. - Wohnstallhaus: Krüppelwalmdach - Stall-Wirtschaftsgebäude: Hervorhebung des Mittelteils durch Neo-Renaissancegiebel, Krüppelwalmdach | 09268117 |

## Kaisitz
| Bild                                    | Bezeichnung                                                                        | Lage                  | Datierung                                                                | Beschreibung | ID       |
| --------------------------------------- | ---------------------------------------------------------------------------------- | --------------------- | ------------------------------------------------------------------------ | --- | -------- |
| Direkt Bild zu diesem Denkmal hochladen | Wohnstallhaus (Nr. 3), Stallgebäude (Nr. 3c) und Hofpflasterung eines Vierseithofs | Kaisitz 3, 3c (Karte) | Bezeichnet mit 1810 (Wohnstallhaus); bezeichnet mit 1906 (Seitengebäude) | Wohnstallhaus mit verputztem Fachwerk-Obergeschoss und schönem Korbbogenportal, Stallgebäude massiv mit Drillingsfenster im Dachausbau, baugeschichtlich und wirtschaftsgeschichtlich von Bedeutung, bildet Vierseithof zusammen mit Nummer 3a und 3b. - Wohnstallhaus: Fachwerk massiv untersetzt (wahrsch. unter Putz erhalten), Schlussstein mit Stierkopf, Krüppelwalmdach - Wirtschaftsgebäude: Dreiecksgiebel mit Uhr, Dacherker, schmiedeeisernes Tor | 09267987 |

## Krögis
| Bild                                    | Bezeichnung | Lage                               | Datierung                                                                                                | Beschreibung | ID       |
| --------------------------------------- | --- | ---------------------------------- | --- | --- | -------- |
| Direkt Bild zu diesem Denkmal hochladen | Wohnstallhaus (Nr. 4a), Stallgebäude, Seitengebäude (Nr. 4b), Scheune und Torbogen eines Vierseithofes, mit Bauerngarten und Stützmauer, gegenüber Eiskeller                                                                  | Görtitzberg 4a, 4b (Karte)         | Bezeichnet mit 1834 (Torbogen); bezeichnet mit 1835 (Seitengebäude); bezeichnet mit 1850 (Eiskeller)     | Alte Ortslage Görtitz, Wohnstallhaus und beide Seitengebäude Obergeschoss Fachwerk, Fachwerk-Scheune, weitgehend geschlossen erhaltener Bauernhof, Zeugnis ländlicher Architektur vergangener Zeiten, baugeschichtlich und wirtschaftsgeschichtlich von Bedeutung | 09265030 |
| Direkt Bild zu diesem Denkmal hochladen | Wohnhaus und Scheune eines Bauernhofes | Görtitzberg 5 (Karte)              | Bezeichnet mit 1831                                                                                      | Alte Ortslage Görtitz, ortsbildprägende Hofanlage, baugeschichtlich und wirtschaftsgeschichtlich von Bedeutung. - Wohnhaus: Untergeschoss massiv gemauert, Obergeschoss Fachwerk - Scheune: Fachwerk, Giebel holzverschalt | 09265027 |
| Direkt Bild zu diesem Denkmal hochladen | Gasthof „Bergschänke“ | Görtitzberg 7 (Karte)              | 1. Hälfte 19. Jahrhundert                                                                                | Alte Ortslage Görtitz, Obergeschoss Fachwerk, baugeschichtlich und ortsgeschichtlich von Bedeutung, Untergeschoss massiv gemauert | 09265028 |
| Direkt Bild zu diesem Denkmal hochladen | Wohnstallhaus, Stallgebäude, daran angebautes Seitengebäude und daran angebaute Scheune sowie Torpfeiler eines Vierseithofes                                                                                                  | Görtitzberg 8 (Karte)              | Bezeichnet mit 1824                                                                                      | Alte Ortslage Görtitz, geschlossen erhaltenes Ensemble von Fachwerkbauten, Wohnstallhaus mit steilem Satteldach und Segmentbogenportal, Fachwerk-Obergeschoss zum Teil verbrettert, baugeschichtlich und wirtschaftsgeschichtlich von Bedeutung. Schlussstein am Wohnstallhaus bezeichnet mit 1824. | 09265003 |
| Direkt Bild zu diesem Denkmal hochladen | Scheune (mit Anbau) eines Dreiseithofes | Görtitzberg 9 (Karte)              | 1. Hälfte 19. Jahrhundert                                                                                | Alte Ortslage Görtitz, Fachwerk-Scheune, strebenreiches Fachwerk, baugeschichtlich und wirtschaftsgeschichtlich von Bedeutung | 09265029 |
| Direkt Bild zu diesem Denkmal hochladen | Wohnstallhaus (Nr. 10b), Seitengebäude (Nr. 10a) und Toreinfahrt eines Vierseithofes | Görtitzberg 10a, 10b (Karte)       | Bezeichnet mit 1834 (Wohnstallhaus); bezeichnet mit 1836 (Seitengebäude)                                 | Alte Ortslage Görtitz, stattliche Gebäude, Wohnstallhaus und Seitengebäude beide Obergeschoss Fachwerk, baugeschichtlich von Bedeutung, bildet Bauernhof zusammen mit Nummer 10c und Nummer 10d. Wohnstallhaus bezeichnet mit 1834 im Schlussstein. Schlussstein mit Inschrift und Datierung: Johann Gotthelf Dietzel 1834. | 09265001 |
| Direkt Bild zu diesem Denkmal hochladen | Wohnstallhaus, zwei Seitengebäude und zwei Toreinfahrten eines ehemaligen Vierseithofes | Görtitzberg 11 (Karte)             | Bezeichnet mit 1832                                                                                      | Alte Ortslage Görtitz, alle Gebäude Obergeschoss Fachwerk, weitgehend geschlossen erhaltene Hofanlage, aufwendig gestaltete Torbögen als Hofzufahrt, baugeschichtlich und wirtschaftsgeschichtlich von Bedeutung. Wohnstallhaus bezeichnet im Schlussstein. | 09265002 |
| Direkt Bild zu diesem Denkmal hochladen | Wohnhaus | Kirchgasse 1 (Karte)               | 1. Hälfte 19. Jahrhundert                                                                                | Obergeschoss Fachwerk, auch das Erdgeschoss zum Teil noch in Fachwerk (Seltenheit), baugeschichtlich von Bedeutung, ortsbildprägende Lage nahe dem Kirchhof. Die Kirchgasse 1 bildet mit der dahinter befindlichen Kirche und weiteren Häusern ein unverwechselbares städtebauliches Ensemble. | 09304077 |
| Direkt Bild zu diesem Denkmal hochladen | Wohnhaus (mit rückwärtigem Anbau) | Kirchgasse 3 (Karte)               | Ende 18. Jahrhundert                                                                                     | Obergeschoss Fachwerk verbrettert, baugeschichtlich von Bedeutung, ortsbildprägende Lage nahe dem Kirchhof. Nebengebäude holzverschalt. | 09265011 |
| Direkt Bild zu diesem Denkmal hochladen | Schulgebäude (ohne die Erweiterung Nr. 4c), heute Gemeindeverwaltung | Kirchgasse 4a, 4b (Karte)          | 1912 | Malerisch gegliederter Schulbau mit Dachreiter und Relief »Spielende Kinder« an der Fassade, im Reformstil der Zeit um 1910, bemerkenswerter Bautyp, baugeschichtlich, künstlerisch und kunstgeschichtlich von Bedeutung. Relief „Spielende Kinder“ (um 1914/15, G. C. Bauch) mit Inschrift „Lasst und unsern Kindern leben“, heute (2011) Ganztagsschule Käbschütztal. | 09265012 |
|                                         | Wohnhaus, ehemals Kantorat und Schule | Kirchgasse 5 (Karte)               | Bezeichnet mit 1877, im Kern älter                                                                       | Stattlicher Putzbau mit klassizistischem Portal, in unmittelbarer Lage am Kirchhof, baugeschichtlich und ortsgeschichtlich von Bedeutung | 09265023 |
| Direkt Bild zu diesem Denkmal hochladen | Wohnhaus | Kirchgasse 6 (Karte)               | Bezeichnet mit 1850                                                                                      | Obergeschoss Fachwerk, schönes Eingangsportal, baugeschichtlich von Bedeutung, zum damaligen Gut Melner gehörig | 09265013 |
| Direkt Bild zu diesem Denkmal hochladen | Wohnhaus | Meißner Straße 5 (Karte)           | 1. Hälfte 19. Jahrhundert                                                                                | Obergeschoss Fachwerk, ortsbildprägende Lage unmittelbar am Kirchhof, baugeschichtlich von Bedeutung | 09265025 |
| Direkt Bild zu diesem Denkmal hochladen | Wohnhaus, ehemals Schmiede | Meißner Straße 6 (Karte)           | Bezeichnet mit 1834                                                                                      | Obergeschoss Fachwerk, schönes Portal, baugeschichtlich und ortsgeschichtlich von Bedeutung. Über dem Eingang bezeichnet mit „No 4 Schmiede zu Krögis 1834“. | 09265017 |
| Direkt Bild zu diesem Denkmal hochladen | Wegweisertafel an einer Hausecke (in der Fassade eines Wohnhauses) | Meißner Straße 10 (Karte)          | Bezeichnet mit 1833                                                                                      | Verkehrsgeschichtlich von Bedeutung. Inschriften „Straße nach Meißen“, „Weg nach Taubenheim“, Pfeile und Datierung 1833. | 09229239 |
| Weitere Bilder                          | Kirche (einschließlich Ausstattung), Kirchhof mit Leichenhalle, Grabmal Familie Oehmichen, Grabmal Familie Rudert, Denkmal für die Gefallenen des Ersten Weltkrieges und Soldatengräber für Gefallene des Zweiten Weltkrieges | Meißner Straße 13 (Karte)          | Bezeichnet mit 1733 (Kirche); 1839 (Taufe); bezeichnet mit 1854 (Leichenhalle); um 1925 (Kriegerdenkmal) | Barocke Saalkirche mit kräftigem Dachreiter, im Innern klassizistisch umgestaltet. baugeschichtlich, ortsgeschichtlich und ortsbildprägend von Bedeutung. - Kirche (Dehio Sachsen, Bd. I, 1966): Große, 1733 geweihte Saalkirche, Mittelpunkt einer Urpfarrei, der Turm 1774 abgetragen und 1835 durch einen Dachreiter ersetzt. Aus dieser Zeit auch die Portale, Betstuben, Gestühl und Kanzelaltar. Klassizistische Umbauten im Innern 1850, Innenrestaurierung 1968–71. Putzbau über Rechteckgrundriss, steiles Satteldach mit Fledermausgaupen, der verschieferte Dachreiter über der Westwand mit glockenförmiger Haube, Laterne und schlanker Zwiebel. Fenster zweireihig, stichbogig, die oberen mit Schlusssteinen, an den Längsseiten der Kirche je drei Eingänge, die geschrägten Ecken des Gebäudes durch glatt verputzte Lisenen betont. - Inneres: Geräumiger schlichter Saal mit gerundeten Ecken und einfacher flacher Putzdecke. Doppelgeschossige hölzerne Emporen, unter den unteren 1835 Betstuben mit verglasten Fenstern und separaten Zugängen von außen eingebaut, an der mittleren Stube der Nordseite das Wappen der Rittergutsbesitzer Krause. Im Westen ein Vorraum durch verglaste Türen und Fenster abgetrennt, hier die Abstützkonstruktionen für den Dachreiter, Emporenaufgänge, darüber die Orgelempore mit konvex vorgezogener Brüstung, großer einheitlicher Gestühlsblock. Klassizistischer Kanzelaltar aus Holz, mit polygonalem Korb zwischen kannelierten korinthischen Säulen, mit Dreieckgiebel. Taufstein von 1839. - am Friedhofstor Fragment eines Grabdenkmals aus Sandstein mit schlafendem Kind (18. Jahrhundert) - auf dem Friedhof aufwendige Gutsbesitzer-Grabdenkmäler des frühen 20. Jahrhunderts | 09265014 |
| Direkt Bild zu diesem Denkmal hochladen | Wohnhaus | Meißner Straße 15 (Karte)          | 1. Hälfte 19. Jahrhundert                                                                                | Obergeschoss Fachwerk, ortsbildprägend in unmittelbarer Lage am Kirchhof, baugeschichtlich von Bedeutung. Wohnhaus stand 2020 irrtümlich unter „Meißner Straße 17“ in der Denkmalliste. | 09265015 |
| Direkt Bild zu diesem Denkmal hochladen | Stützmauer | Miltitzer Straße (Karte)           | 19. Jahrhundert                                                                                          | Bruchsteinmauer, ortsbildprägend und baugeschichtlich von Bedeutung. War 1993 irrtümlich unter Ort Krögis, Ortsteil Görtitz in Denkmalliste erfasst worden. | 09265032 |
| Direkt Bild zu diesem Denkmal hochladen | Stützmauer (mit Eiskeller) | Miltitzer Straße (Karte)           | 19. Jahrhundert                                                                                          | Bruchsteinmauer, ortsbildprägend und baugeschichtlich von Bedeutung | 09265031 |
| Direkt Bild zu diesem Denkmal hochladen | Transformatorenstation | Miltitzer Straße 1 (neben) (Karte) | 1920er Jahre                                                                                             | Zeugnis für die Elektrifizierung des Ortes, technikgeschichtlich von Bedeutung. Turm stand bis 2001 irrtümlich unter „Miltitzer Straße 24b“ in der Denkmalliste. | 09265010 |
| Direkt Bild zu diesem Denkmal hochladen | Wohnhaus (Nr. 3) und Seitengebäude (Nr. 5) eines Dreiseithofes | Miltitzer Straße 3, 5 (Karte)      | 1. Hälfte 19. Jahrhundert                                                                                | Wohnhaus Putzbau mit Drillingsfenster (Palladio-Motiv) im Giebel, Seitengebäude Obergeschoss Fachwerk, baugeschichtlich von Bedeutung, bildet Dreiseithof mit Nummer 3, Erdgeschoss massiv | 09265009 |
| Direkt Bild zu diesem Denkmal hochladen | Wohnstallhaus eines ehemaligen Zweiseithofes | Miltitzer Straße 11 (Karte)        | 1. Hälfte 19. Jahrhundert                                                                                | Obergeschoss Fachwerk, baugeschichtlich von Bedeutung. Firma Schmiedemeister Wachtel. | 09265008 |
| Direkt Bild zu diesem Denkmal hochladen | Wohnhaus | Miltitzer Straße 25 (Karte)        | 1. Hälfte 19. Jahrhundert                                                                                | Obergeschoss Fachwerk, baugeschichtlich von Bedeutung | 09265004 |
| Direkt Bild zu diesem Denkmal hochladen | Pfarrhaus und Seitengebäude eines Pfarrhofes, sowie Wassertrog am Seitengebäude | Schönnewitzer Weg 3 (Karte)        | Um 1700                                                                                                  | Pfarrhaus mit Segmentbogenportal und Fachwerk-Obergeschoss mit altertümlicher Fachwerkkonstruktion (Kopfstreben, Thüringer-Leiter-Fachwerk, Docken in den Brüstungsfeldern), Seitengebäude eingeschossiger Massivbau, baugeschichtlich, hausgeschichtlich und ortsgeschichtlich von Bedeutung. Steintränke vor dem Haus. | 09265022 |
| Direkt Bild zu diesem Denkmal hochladen | Wohnhaus, mit Stützmauer des Vorgartens | Schönnewitzer Weg 4 (Karte)        | 1. Hälfte 19. Jahrhundert                                                                                | Obergeschoss Fachwerk, ortsbildprägende Lage an einer Straßengabelung, baugeschichtlich von Bedeutung | 09265019 |

## Leutewitz
| Bild                                    | Bezeichnung | Lage                | Datierung | Beschreibung | ID       |
| --------------------------------------- | --- | ------------------- | --- | --- | -------- |
| Direkt Bild zu diesem Denkmal hochladen | Bahnhofsgebäude und Wagenkasten des Bahnhofs Leutewitz | Leutewitz (Karte)   | 1909 | Hölzerne Wartehalle der Schmalspurbahn Wilsdruff–Gärtitz (Abschnitt Garsebach–Lommatzsch), Typenbau der Kgl. Sächs. Staatseisenbahnen, als Dokument des ursprünglichen Streckenverlaufs der sogenannten Rübenbahn sowie als Typenbau dieser Schmalspurstrecke eisenbahngeschichtlich von Bedeutung. Fachwerkbau auf gemauertem Sockel, mit Ziegelausfachung und Holzverkleidung, Fenster und Türen neu, späterer Anbau, sonst originaler Erhaltungszustand, Bauform typisch für die vorliegende Schmalspurstrecke. Streckenkilometer 26,094. Bahnhofsanlagen umfassten ursprünglich neben der Wartehalle ein Abortgebäude (abgebrochen), einen Wagenkasten (abgebrochen) und eine Laderampe (abgebrochen). Am 1. Dezember 1909 für den Güter- und Personenverkehr eröffnet, Stilllegung des Personen- und Güterbahnhofs am 29. Oktober 1972. Es stellt eine Einmaligkeit dieses Streckenabschnitts dar, dass alle Bahnhöfe mit den zugehörigen Wartehallen erhalten sind. Der Leutewitzer Bahnhof war ein Kreuzungsbahnhof. Die Schmalspurbahn war vor allem für den Transport der hier gewonnenen Rohstoffe und Erzeugnisse gebaut worden. Die Gebäude waren ursprünglich ocker. | 09268314 |
| Direkt Bild zu diesem Denkmal hochladen | Straßenbrücke über den Käbschützer Bach | Leutewitz (Karte)   | Bezeichnet mit 1865 | Steinbogenbrücke mit Inschrifttafel, baugeschichtlich von Bedeutung. Bezeichnet auf Tafel mit 1865 A.S., Rittergut Leutewitz, Besitzer Familie Steiger. | 09268362 |
| Weitere Bilder                          | Rittergut Leutewitz (Sachgesamtheit) | Leutewitz 1 (Karte) | 1623 und später | Sachgesamtheit Rittergut Leutewitz bei Meißen, mit folgenden Einzeldenkmalen: Herrenhaus mit seitlichem Anbau, Scheune, Seitengebäude (Torhaus), Orangerie, Gärtnerhaus und Einfriedungsmauer sowie Steintrog im Hof (09268111) und folgenden Sachgesamtheitsteilen: weitere Wirtschaftsgebäude sowie Gutspark mit Wegen, Treppen und Geländer(Gartendenkmal); Herrenhaus im Kern schlichter Renaissancebau mit Freitreppe, Fassade um 1900 überformt, hübscher Terrassengarten, baugeschichtlich und ortsgeschichtlich von Bedeutung. Nordwestlich des Herrenhauses Terrassengarten mit Resten eines kleinen Belvederegebäudes und Freisitzanlagen (Ende 18. und 19. Jahrhundert). Parkanlage mit Gartenmauer, Wegen, Treppen und Geländer, altem Gehölzbestand (Quercus cerris, Eichen, Buchen), Ziersträuchern und Geophyten (Winterling, Schneeglöckchen) sowie geschnittene Lindenlaube. | 09303874 |
| Weitere Bilder                          | Herrenhaus mit seitlichem Anbau, Scheune, Seitengebäude (Torhaus), Orangerie, Gärtnerhaus und Einfriedungsmauer sowie Steintrog im Hof (Einzeldenkmal zu ID-Nr. 09303874) | Leutewitz 1 (Karte) | 1623 und später (Herrenhaus); 2. Hälfte 18. Jahrhundert (Gutsscheune); bezeichnet mit 1828 (Wassertrog); 2. Hälfte 18. Jahrhundert (Torhaus) | Einzeldenkmale der Sachgesamtheit Rittergut Leutewitz; Herrenhaus im Kern schlichter Renaissancebau mit Freitreppe, Fassade um 1900 überformt, hübscher Terrassengarten, baugeschichtlich und ortsgeschichtlich von Bedeutung. Großer Rechteckhof, nahezu geschlossen umbaut. Im Nordwesten das Herrenhaus, laut ehemals am Nordostgiebel vorhandener Inschrift 1623 von Hieronymus Friedrich von Nitzschwitz errichtet. Ausbau im 18. Jahrhundert durch die Herren von Friesen. - Herrenhaus (Dehio Sachsen I, 1996): Zweigeschossiger Bau über hohem Kellergeschoss, Satteldach mit Schopfwalmen aus der Bauzeit, Stehgaupen und Zwerchgiebel sowie Fassadenputzgestaltung um 1900, vor der traufseitigen Hauptfront zweiläufige hohe Freitreppe mit Podest, bezogen auf das korbbogige Eingangsportal von 1623 mit vorgelegter Terrasse des 19. Jahrhunderts, zu der eine weitere Freitreppe vom Hof hinaufführt. Im Inneren Wendeltreppe des 17. Jahrhunderts, im Erdgeschoss einige Räume mit Kreuzgratgewölben, im Obergeschoss ehemaliger Festsaal, die Stuckdecke aus der Zeit des Historismus jetzt abgehängt. - Scheune: nordöstlich große massive Scheune, verputzt, hofseitig symmetrische Fassade mit drei gleichgearteten Rundbogentoren, beidseitig des Mittelbogens je zwei Türen mit stichbogigen Gewänden um 1760/80 - Gutshaus: Freitreppe, Dachhäuser, im Innern große Eingangshalle | 09268111 |
| Direkt Bild zu diesem Denkmal hochladen | Wohnhaus | Leutewitz 2 (Karte) | 1. Hälfte 19. Jahrhundert | Obergeschoss Fachwerk, baugeschichtlich von Bedeutung, Schleppdach | 09268112 |

## Löbschütz
| Bild                                    | Bezeichnung                                                                    | Lage                | Datierung           | Beschreibung | ID       |
| --------------------------------------- | ------------------------------------------------------------------------------ | ------------------- | ------------------- | --- | -------- |
| Direkt Bild zu diesem Denkmal hochladen | Wohnstallhaus, zwei Seitengebäude, Scheune und Toreinfahrt eines Vierseithofes | Löbschütz 1 (Karte) | Bezeichnet mit 1828 | Gebäude zum Teil in Fachwerkbauweise, stattlichster Hof von Löbschütz, beeindruckendes und weitgehend geschlossen erhaltenes ländliches Ensemble um 1800, baugeschichtlich und ortsgeschichtlich bedeutend. Das Wohnstallhaus erscheint als repräsentativer Bau mit Satteldach und verputztem Fachwerkobergeschoss. Vor dem mit 1828 datierten Eingangsportal befindet sich eine formvollendete halbrunde Freitreppe. Über die Treppe und das Portal gelangt man in eine geräumige, repräsentative Halle. Der Stall zeigt Preußische Kappen auf eisernen Stützen, wohl aus dem Ende des 19. Jahrhunderts. Das westliche Seitengebäude ist ein Massivbau. Die Ställe werden hier von Sandsteinsäulen und gusseisernen Säulen getragen. Gegenüber vom Wohnstallhaus liegt die Fachwerkscheune mit Satteldach. Ein kleiner Teil der Scheune wurde abgebrochen. Das östliche Seitengebäude ist zum Großteil ein Massivbau mit Satteldach. Hier hat sich noch im südlichen Bereich des Obergeschosses Fachwerk erhalten. | 09302728 |

## Löthain
| Bild                                    | Bezeichnung | Lage                                | Datierung           | Beschreibung | ID       |
| --------------------------------------- | --- | ----------------------------------- | ------------------- | --- | -------- |
| Weitere Bilder                          | Sachgesamtheit Königlich-Sächsische Triangulierung („Europäische Gradmessung im Königreich Sachsen“); Station 73, Korbitzhöhe | (Flurstück 47a) (Karte)             | Bezeichnet mit 1866 | Triangulationssäule; Station 2. Ordnung, bedeutendes Zeugnis der Geodäsie des 19. Jahrhunderts, vermessungsgeschichtlich von Bedeutung. Die Station befindet sich am ursprünglichen Aufstellort unmittelbar an der Fernverkehrsstraße 101 Meißen–Nossen. Sie ist vollständig erhalten, mit einer Granitabdeckplatte. Diese war/ist nicht an der Säule befestigt. Die Säule ist bis zur glatt behauenen Fläche im Erdreich. Das aktuelle Zentrum liegt ca. 15 m nordwestlich der Säule. Es besteht gering (einzelne Bäume) eingeschränkte Rundumsicht. Die etwa 1,70 m hohe Säule aus Laußnitzer Granit wurde 1866 von Gradmessungsassistent Schanz eingemessen und aufgestellt. Die nach Südost weisende Inschrift „Station / KORBITZHÖHE / der / Kön:Sächs: / Triangulierung / 1866“ legt Zeugnis davon ab. Unter der Schrift, im quadratischen Sockel ein gut erhaltener Höhenbolzen. Dieser ist größer als die allgemein Bekannten und deshalb eventuell später angebracht. Die Kantenlänge oben sind 44 Zentimeter.           | 09266462 |
| Weitere Bilder                          | Herrenhaus (mit vier Hausnummern) des Rittergutes (Römerhaus)                                                                 | Am Römerhaus 3a, 3b, 3c, 3d (Karte) | 18. Jahrhundert     | Lang gestreckter Putzbau mit Mittelrisalit und Säulenvorbau, Rittergut war lange Zeit im Besitz der Familie von Römer (daher Römerhaus genannt), baugeschichtlich und ortsgeschichtlich von Bedeutung. Zweigeschossig, durch einen als drittes Geschoss ausgebauten Giebel betonte Mittelachse, Säulenvorbau, Krüppelwalmdach. Die ehemals als Denkmal dazugehörende Winkelscheune wurde aus der Denkmalliste gestrichen. | 09267976 |
|                                         | Bahnhofsgebäude mit Laderampe einschließlich Pflasterstraße des Bahnhofs Löthain                                              | Bahnhofstraße 15 (Karte)            | 1909                | Wartehalle der Schmalspurbahn Wilsdruff–Gärtitz (Abschnitt Garsebach–Lommatzsch), Typenbau der Kgl. Sächs. Staatseisenbahnen, heute als „Schmalspurbahnmuseum Löthain“ genutzt, originaler Erhaltungszustand, eisenbahngeschichtlich von Bedeutung. Fachwerkbau auf gemauertem Sockel, mit Ziegelausfachung und Holzverkleidung (seit 2006 mit grüner Farbfassung), umfasst Wartehalle und Agenturraum, Bauform typisch für die vorliegende Schmalspurstrecke, Pflasterung aus Syenitsteinen. Streckenkilometer 20,543. Bahnhofsanlagen umfassten ursprünglich Abortgebäude, Laderampe für den Kaolin- und Tonversand, Wartehalle, Wohnhaus und Wagenkasten. Am 1. Dezember 1909 für den Güter- und Personenverkehr eröffnet, Stilllegung des Bahnhofs am 29. Oktober 1972. Es stellt eine Einmaligkeit dieses Streckenabschnitts dar, dass alle Bahnhöfe mit den zugehörigen Wartehallen erhalten sind. Der Löthainer Bahnhof diente vor allem der Kaolin- und Tonverladung und war ursprünglich der größte Bahnhof der Strecke. | 09268227 |
| Direkt Bild zu diesem Denkmal hochladen | Wohnstallhaus eines Vierseithofes                                                                                             | Mehrener Straße 3 (Karte)           | Um 1800             | Stattliches Gebäude, Obergeschoss Fachwerk verputzt, mit Segmentbogenportal, charakteristisches Bauernhaus der Lommatzscher Pflege, baugeschichtlich von Bedeutung, bildet Vierseithof mit Nummer 1. Sandstein-Fenster- und –Türgewände. | 09267980 |
| Direkt Bild zu diesem Denkmal hochladen | Schafstall des Rittergutes | Siedlerstraße 24 (Karte)            | 18. Jahrhundert     | Verputzter Bruchsteinbau mit Krüppelwalmdach, in Ecklage Am Römerhaus, wirtschaftsgeschichtlich und ortsgeschichtlich von Bedeutung, Krüppelwalmdach. Benachbarte Gutsscheune (Anschrift: Am Römerhaus 4) vor 2011 in überwiegenden Teilen eingefallen und abgebrochen. | 09269815 |
| Direkt Bild zu diesem Denkmal hochladen | Kriegerdenkmal für die Gefallenen des Ersten Weltkrieges                                                                      | Steigerstraße (Karte)               | Nach 1918           | Ortsgeschichtlich von Bedeutung | 09267977 |
| Direkt Bild zu diesem Denkmal hochladen | Wohnstallhaus eines ehemaligen Vierseithofs                                                                                   | Steigerstraße 34 (Karte)            | Um 1800             | Obergeschoss Fachwerk, baugeschichtlich von Bedeutung. Fachwerk massiv untersetzt (teilweise ausgemauerte Wände), Krüppelwalmdach. | 09267979 |

## Luga
| Bild                                    | Bezeichnung                                              | Lage           | Datierung           | Beschreibung | ID       |
| --------------------------------------- | -------------------------------------------------------- | -------------- | ------------------- | --- | -------- |
| Direkt Bild zu diesem Denkmal hochladen | Stallgebäude eines ehemaligen Vierseithofes und Torbogen | Luga 2 (Karte) | Bezeichnet mit 1857 | Zum Hof Obergeschoss Fachwerk, hübsch gestaltete Rundbogenfenster im Giebel, baugeschichtlich von Bedeutung. Fachwerk massiv untersetzt, teils massiv (Bruchstein). | 09268449 |
| Direkt Bild zu diesem Denkmal hochladen | Wohnstallhaus eines Bauernhofes                          | Luga 9 (Karte) | Bezeichnet mit 1794 | Obergeschoss Fachwerk, Giebel verbrettert, Korbbogenportal, zeit- und landschaftstypisches Gebäude in weitgehendem Originalzustand, baugeschichtlich von Bedeutung. Fachwerk massiv untersetzt, Sandstein-Türstock und-Fenstergewände, Giebel verbrettert, Fensterverblendungen, Weinspalier. | 09268447 |

## Mauna
| Bild           | Bezeichnung | Lage                | Datierung                                                                                       | Beschreibung | ID       |
| -------------- | --- | ------------------- | ----------------------------------------------------------------------------------------------- | --- | -------- |
| Weitere Bilder | Wohnstallhaus (Nr. 1) und daran angebautes Stallgebäude, weiteres Wohnhaus (Nr. 1b) und daran angebautes Seitengebäude sowie Scheune eines Dreiseithofes, mit Toreinfahrt und Begrenzungsmauer an der Hofzufahrt | Mauna 1, 1b (Karte) | Bezeichnet mit 1695 (Wohnhaus); bezeichnet mit 1788 (Wohnhaus); 19. Jahrhundert (Seitengebäude) | Wohnstallhaus und Stallgebäude Obergeschoss Fachwerk, Fachwerk-Scheune, Seitengebäude verputzter Massivbau mit Dreiecksgiebel im Dach, ungewöhnlich großer Bauernhof, zeit- und landschaftstypische Gebäude, baugeschichtlich, ortsgeschichtlich und wirtschaftsgeschichtlich von Bedeutung. - Gutshaus/Wohnstallhaus: Fachwerk massiv untersetzt, Krüppelwalmdach, Sandstein-Türstock und -Fenstergewände - Scheune: mit Durchfahrt, Fachwerk massiv untersetzt, teils verbrettert, zweite Ausfahrt am Giebel, Giebel Bruchstein - Wirtschaftsgebäude/Seitengebäude: massiv, Dreiecksgiebel mit Uhr, Fledermausgaupen (Mitte 19. Jahrhundert umgebaut) - Torpfeilern mit schmiedeeisernem Tor - Bauerngarten nicht mehr erhalten | 09268452 |
| Weitere Bilder | Wohnhaus, Seitengebäude und kleiner Garten eines Bauernhofes | Mauna 2 (Karte)     | Bezeichnet mit 1850                                                                             | Wohnstallhaus Obergeschoss Fachwerk, Seitengebäude mit Oberlaube, baugeschichtlich von Bedeutung | 09266463 |
| Weitere Bilder | Wohnstallhaus, mit seitlich angelegtem Keller und Torpfeilern eines ehemaligen Vierseithofes | Mauna 8 (Karte)     | 18. Jahrhundert                                                                                 | Wohnstallhaus mit Fachwerk-Obergeschoss und schönem Segmentbogenportal, charakteristisches Bauernhaus der Region, baugeschichtlich von Bedeutung. Fachwerk massiv untersetzt, Krüppelwalmdach, Sandstein-Portal und -Fenstergewände, im Flur Motiv-Fliesen. | 09268451 |
| Weitere Bilder | Wohnmühlengebäude (mit Mühlentechnik) | Mauna 12 (Karte)    | Bezeichnet mit 1808                                                                             | Markantes Gebäude mit Fachwerkobergeschoss und Krüppelwalmdach, gehört zu den äußerlich markantesten und zudem mit vollständiger Ausstattung erhaltenen Getreidemühlen (Wassermühlen) im Landkreis Meißen und darüber hinaus, baugeschichtlich, ortshistorisch und technikgeschichtlich bedeutend. Das Wohnmühlengebäude zeigt den üblichen Aufbau einer Getreidemühle mit Boden für die Haupttransmission bzw. Transmissionskeller, Mahlboden bzw. Walzenstuhlboden, weiterem Boden (Rohrboden), Sichterboden und Oberboden. Die Technik hat sich fast vollständig erhalten. Im Transmissionskeller befindet sich die Haupttransmission. Auf dem Walzenstuhlboden im Erdgeschoss stehen ein Mahlgang der Firma Jehmlich aus Nossen, ein Steinkran, ein Walzenstuhl der Firma Jehmlich, ein Walzenstuhl der Firma Grosse aus Lohmen und eine Quetsche. Die Stühle stammen wohl aus den 1930er bis 1950er Jahren. Der Mahlgang wird vermutlich älter sein (Stühle und Mahlgang wohl 1950 eingebaut). Der Rohrboden (erstes Obergeschoss) zeigt ein Silo (oder Staubabscheider bzw. Zyklon für die Reinigung) und eine Mischmaschine der Firma Jehmlich. Auf dem Plansichterboden befinden sich ein Plansichter der Firma Jehmlich, der obere Teil der schon erwähnten Mischmaschine und ein Saugschlauchfilter (wohl für die Müllerei). Auf dem Oberboden (Spitzboden) steht die Zugmaschine des Fremsfahrstuhls. Im gesamten Mühlentrakt finden sich der Bremsfahrstuhl und Elevatoren (Chronik der Maunaer Mühle im Aktenarchiv). Das erste Mühlengebäude soll von 1580 stammen. In seiner heutigen Form geht der Bau auf 1808 zurück. Im Jahre 1861 entsteht ein Seitengebäude. Bereits 1877 erfolgt der Anbau eines Backhauses. Das Seitengebäude wird 1916 zu einem Massivbau umgestaltet. Sieben Jahre später wird ein Wohnhaus angebaut. Das Seitengebäude brennt 1923 ab und muss neu errichtet werden (kein Denkmal). Im Jahre 1950 erfolgt ein Umbau in der Mühle. | 09302468 |
|                | Bahnhofsgebäude der Haltestelle Mauna | Mauna 13b (Karte)   | 1909                                                                                            | Hölzerne Wartehalle der Schmalspurbahn Wilsdruff–Gärtitz (Abschnitt Garsebach–Lommatzsch), Typenbau der Kgl. Sächs. Staatseisenbahnen, als Dokument des ursprünglichen Streckenverlaufs der sog. Rübenbahn sowie als Typenbau dieser Schmalspurstrecke eisenbahngeschichtlich von Bedeutung. Fachwerkbau auf gemauertem Sockel, mit Ziegelausfachung und Holzverkleidung, Tür hier an der Giebelseite, Vorderseite unsachgemäß verbrettert, sonst originaler Erhaltungszustand, Bauform typisch für die vorliegenden Schmalspurstrecke Streckenkilometer 23,851. Als Bahnhof erbaut, ab 1933 Haltestelle. Bahnhofsanlagen umfassten ursprünglich neben der Wartehalle ein Abortgebäude (abgebrochen), einen Wagenkasten (abgebrochen) und ein Wohnhaus (erhalten?). Am 1. Dezember 1909 für den Güter- und Personenverkehr eröffnet, Stilllegung des Personen- und Güterbahnhofs am 29. Oktober 1972. Es stellt eine Einmaligkeit dieses Streckenabschnitts dar, dass alle Bahnhöfe mit den zugehörigen Wartehallen erhalten sind. | 09268313 |

## Mehren
| Bild                                    | Bezeichnung | Lage           | Datierung | Beschreibung | ID       |
| --------------------------------------- | --- | -------------- | --------- | --- | -------- |
| Direkt Bild zu diesem Denkmal hochladen | Kaolinbergwerk, mit Holzbearbeitungsschuppen (1, 2), Gebäudekomplex für die Schachtanlage, die Kompressorenstation, das Vorratslager und zur Tontrocknung (3, 5, 6, 14, 15), die ehemalige Meisterstube (8), das Toilettenhäuschen (13), der Tontrockenschuppen (4), die Halde (12), und Ausrüstungsgegenstände: Grubenschienen, Kreuzplatten, Tonhunte, Kaolinhunte, Fahiten, Förderkübel, Handhaspel mit Seil und Kübelförderung, Kreiselpumpe mit Saugkorb, Saugrohr und Druckleitung, Presslufthammer mit Tonrandspaten, Hammerbeil und Zuleitung, wasserdichtes Dammtor mit Wetterdurchlass, Dammtor, Wettertür (Holz mit Wetterdossel), Wettertür (Gummi), Lüfter mit Haube für Stollenmundloch mit Blechlutte und Spirallutte, Streckenlüfter mit Blechlutte und Spirallutte, Motorstreckenhaspel, Grubenlampen, Streckenschilder, Toneisen und Schlegel, Seilbahnkopfstation zum Schacht (wurde 1996 von Seilitz hierher versetzt) | Mehren (Karte) | Ab 1763   | Bergbaumuseum Mehren „Glückauf-Schacht“; historisches Bergwerk zum Abbau von Kaolin (Ausgangsstoff zur Herstellung des Meißner Porzellans), regionalgeschichtlich und technikgeschichtlich von Bedeutung | 09266464 |

## Mohlis
| Bild                                    | Bezeichnung                                  | Lage             | Datierung           | Beschreibung | ID       |
| --------------------------------------- | -------------------------------------------- | ---------------- | ------------------- | --- | -------- |
| Direkt Bild zu diesem Denkmal hochladen | Wohnstallhaus eines ehemaligen Vierseithofes | Mohlis 1 (Karte) | Bezeichnet mit 1818 | Stattliches Gebäude, Obergeschoss Fachwerk, mit Segmentbogenportal, zeit- und landschaftstypisches Bauernhaus, baugeschichtlich von Bedeutung. Fachwerk massiv untersetzt (teils verputzt), Sandsteingewände an Türen und Fenstern im Erdgeschoss, Krüppelwalmdach. | 09267984 |

## Niederjahna
| Bild                                    | Bezeichnung                                                                   | Lage                    | Datierung | Beschreibung | ID       |
| --------------------------------------- | ----------------------------------------------------------------------------- | ----------------------- | --- | --- | -------- |
| Weitere Bilder                          | Herrenhaus des Rittergutes, mit Einfriedungsmauer und angebautem Nebengebäude | Dorfstraße 3 (Karte)    | Bezeichnet mit 1691, im Kern um 1560 (Herrenhaus); 1910 (Wirtschaftsgebäude); 13./14. Jahrhundert (unter Herrenhaus) | Schlichter landschaftstypischer Renaissancebau mit Sandsteinportal und verschiedenen Inschrifttafeln, Satteldach mit Katzentreppengiebel, wertvolle Innenausstattung, baugeschichtlich, künstlerisch und ortsgeschichtlich von Bedeutung. - Herrenhaus (Dehio Sachsen I, 1996): Rechteckiger Gutshof, im Süden das Herrenhaus von 1691. Putzbau zweigeschossig, mit Satteldach, der Ostgiebel mit rundbogigem Aufsatz und Inschriftstein, bezeichnet mit 1691, welcher Hans Dietrich von Miltitz als Erbauer nennt, darunter die Wappen derer von Miltitz und von Pflugk. An der Nordseite rundbogiges Renaissanceportal, Sandstein, gequadert, Mitte 16. Jahrhundert, wohl vom Vorgängerbau, mit Engelskopf am Schlussstein und den Wappen derer von Schleinitz und von Sundthausen, darüber Sandsteinrelief mit Darstellung eines vor dem Gekreuzigten knienden Ritters mit Miltitz- und Pflugk-Wappen, bezeichnet mit 1691. - Nördlich anschließend Wirtschaftsgebäude, bezeichnet mit 1864, die weitere Hofumbauung nach 1945 verändert. - außen: verschiedene in den Mauern eingelassene Tafeln, Sandsteinportal - innen: Sitzungssaal mit einfachem Stuck, zentral in der Mitte der Decke eine heraldische Rose | 09267962 |
| Direkt Bild zu diesem Denkmal hochladen | Ehemaliges Wirtschaftsgebäude des Rittergutes                                 | Dorfstraße 4 (Karte)    | 19. Jahrhundert | Massivbau des 19. Jahrhunderts, mit Zwillingsfenster im Giebel, Satteldach mit Fledermausgaupen, baugeschichtlich und ortsgeschichtlich von Bedeutung | 09267963 |
| Direkt Bild zu diesem Denkmal hochladen | Ehemaliges Wirtschaftsgebäude des Rittergutes                                 | Dorfstraße 5, 7 (Karte) | Bezeichnet mit 1864                                                                                                  | Schlichter Massivbau der zweiten Hälfte des 19. Jahrhunderts, mit Zwillingsfenster im Giebel, Inneres weitgehend original erhalten, baugeschichtlich und ortsgeschichtlich von Bedeutung. Die Denkmaleigenschaft des 1864 errichteten Wirtschaftsgebäudes, an dessen südlichem Giebel das Erbauungsdatum steht, ergibt sich aus der ortsgeschichtlichen und baugeschichtlichen Bedeutung. Es ist Teil des seit 1551 bestehenden Rittergutes von Niederjahna und bildet mit dem benachbarten Herrenhaus eine Einheit von Denkmalwert. Zahlreiche Rittergüter wie jenes in Niederjahna haben über die Jahrhunderte die geschichtliche Entwicklung der Orte um Meißen herum geprägt und erinnern an das frühere Leben und Wirtschaften in dieser Region. Abgesehen davon ist es ein Zeugnis ländlicher Architektur seiner Zeit. Das massive Gebäude zeigt am bereits erwähnten Giebel Gestaltungselemente, Zwillingsfenster und Eckbetonungen, wie sie typisch für die Zeit um 1860 waren. Darüber hinaus verbirgt sich im Inneren ein nach wie vor beeindruckender Stalltrakt mit Säulen, Pfeilern und Gewölben sowie kräftige Holzbalken. Wer es sich leisten konnte bauten um die Mitte des 19. Jahrhunderts mittels aufwendiger Schalgerüste steinerne Ställe mit Gewölben, die große Flächen überspannten. Wenig später war man in der Lage leichte Ziegelgewölbe auch ohne Einschalung, allenfalls mit Hilfe eines verschiebbaren Lehrbogens, herzustellen. Im Obergeschoss der Dorfstraße 5/7 befanden sich vermutlich die Kammern von Knechten und Mägden sowie zeitweilig beschäftigen Tagelöhnern. | 09267964 |
| Direkt Bild zu diesem Denkmal hochladen | Wohnstallhaus (mit rückwärtigem Anbau)                                        | Hauptstraße 3 (Karte)   | Bezeichnet mit 1814                                                                                                  | Obergeschoss Fachwerk, baugeschichtlich von Bedeutung. Fachwerk massiv untersetzt, Satteldach. | 09267961 |
| Direkt Bild zu diesem Denkmal hochladen | Ehemalige Schmiede, heute Wohnhaus                                            | Querstraße 1 (Karte)    | Bezeichnet mit 1836                                                                                                  | Obergeschoss Fachwerk, baugeschichtlich und ortsgeschichtlich von Bedeutung. Fachwerk massiv untersetzt, Dachüberstand. | 09267965 |

## Nimtitz
| Bild                                    | Bezeichnung                    | Lage                | Datierung | Beschreibung | ID       |
| --------------------------------------- | ------------------------------ | ------------------- | --------- | --- | -------- |
| Direkt Bild zu diesem Denkmal hochladen | Wohnhaus (ohne Scheunen-Anbau) | Nimtitz 12b (Karte) | Um 1800   | Obergeschoss Fachwerk, baugeschichtlich von Bedeutung. Häusleranwesen, Fachwerk auf beiden Traufseiten, massiv untersetzt, Giebelseiten verbrettert. | 09267993 |

## Nössige
| Bild                                    | Bezeichnung                                                                  | Lage               | Datierung                 | Beschreibung | ID       |
| --------------------------------------- | ---------------------------------------------------------------------------- | ------------------ | ------------------------- | --- | -------- |
| Direkt Bild zu diesem Denkmal hochladen | Wohnhaus mit seitlichem Stallgebäude                                         | Nössige 8 (Karte)  | 1. Hälfte 19. Jahrhundert | Wohnhaus Obergeschoss Fachwerk, Stallgebäude teils verbrettert, baugeschichtlich von Bedeutung. - Wohnhaus: Fachwerk massiv untersetzt, Krüppelwalmdach - Stall: Fachwerk massiv untersetzt, teils verbrettert | 09268440 |
| Direkt Bild zu diesem Denkmal hochladen | Wohnstallhaus und Seitengebäude eines Vierseithofes, sowie Hofpflasterung    | Nössige 9 (Karte)  | Bezeichnet mit 1814       | Beide Gebäude Obergeschoss Fachwerk, stattliches Wohnstallhaus mit prächtigem Segmentbogenportal und Freitreppe, Eichenholzvertäfelung in Treppenhaus und Flur, Seitengebäude ebenfalls mit Segmentbogenportalen, eine der größten Hofanlagen des Ortes, zeit- und landschaftstypische Gebäude, baugeschichtlich und ortsgeschichtlich von Bedeutung, bildet Vierseithof mit Nummer 9a/9b. Das Wohnstallhaus erscheint als repräsentativer Bau mit Krüppelwalmdach und Fachwerkobergeschoss. Vor dem mit 1814 datierten Eingangsportal befindet sich eine formvollendete halbrunde Freitreppe. Über die Treppe und das Portal gelangt man in eine geräumige, repräsentative Halle. Der seitliche Stall hat sich noch erhalten. Das westliche Seitengebäude ist ebenfalls ein Bau mit Fachwerkobergeschoss. Gegenüber vom Wohnstallhaus liegt die leider schon veränderte massive Scheune. Des Weiteren gehören zum Hof zwei östlich gelegene Gebäude, eines wohl mit verputztem Obergeschoss, das andere massiv. Diese sind derzeit (4. Mai 2012) nicht erfasst. - Wohnstallhaus: Fachwerk massiv untersetzt, Sandstein-Portal, Freitreppe, zwei steinerne Sitzbänke, Sandstein-Türstock und -Fenstergewände, Fensterläden, Kreuzgratgewölbe im Stall; Wohnhaus mit Inneneinrichtung (Eichenholzvertäfelung in Treppenhaus und Flur) - Stall-Wirtschaftsgebäude: Fachwerk massiv untersetzt, Fledermausgaupen - Hofpflasterung | 09268442 |
| Direkt Bild zu diesem Denkmal hochladen | Wohnstallhaus und zwei Stallgebäude eines Vierseithofes sowie Hofpflasterung | Nössige 14 (Karte) | 1. Hälfte 19. Jahrhundert | Alle Gebäude Obergeschoss Fachwerk, großer landschaftstypischer Bauernhof in weitgehender Geschlossenheit, baugeschichtlich und wirtschaftsgeschichtlich von Bedeutung, Fachwerk massiv untersetzt. - Wohnstallhaus: Krüppelwalmdach, Sandstein-Türstock und -Fenstergewände - zwei Stall-Wirtschaftsgebäude: eines mit Krüppelwalmdach, Sandstein-Türstöcke und -Fenstergewände Torbogen (zwischen Wohnstallhaus und Seitengebäude) vor 2011 abgebrochen. | 09268443 |
| Direkt Bild zu diesem Denkmal hochladen | Wohnstallhaus eines ehemaligen Vierseithofes                                 | Nössige 15 (Karte) | 1. Hälfte 19. Jahrhundert | Stattliches Gebäude, Obergeschoss Fachwerk mit K-Streben, baugeschichtlich von Bedeutung. Fachwerk massiv untersetzt, Sandstein-Portal, Giebel verbrettert, in der Hofstruktur Göpelring ablesbar. | 09268441 |
| Direkt Bild zu diesem Denkmal hochladen | Wohnstallhaus eines ehemaligen Vierseithofes                                 | Nössige 17 (Karte) | 1. Hälfte 19. Jahrhundert | Stattliches Gebäude, Obergeschoss Fachwerk, charakteristisches Bauernhaus der Lommatzscher Pflege, ortsbildprägende Lage an einer Straßenbiegung, baugeschichtlich von Bedeutung, bildet Vierseithof mit Nummer 17a/17b. Fachwerk massiv untersetzt, Krüppelwalmdach, Sandstein-Türstock und -Fenstergewände. | 09268438 |
|                                         | Wohnstallhaus (mit rückwärtigem Anbau)                                       | Nössige 22 (Karte) | Um 1800                   | Kleines Bauernhaus, Obergeschoss Fachwerk, Giebel verbrettert, baugeschichtlich von Bedeutung. Fachwerk massiv untersetzt, Stalleinbau. | 09268437 |

## Oberjahna
| Bild                                    | Bezeichnung | Lage                            | Datierung | Beschreibung | ID       |
| --------------------------------------- | --- | ------------------------------- | --- | --- | -------- |
| Direkt Bild zu diesem Denkmal hochladen | Wohnstallhaus (Nr. 2 und 16), im Winkel dazu Seitengebäude (Nr. 15) und weiteres Seitengebäude (Nr. 17) sowie Torpfeiler eines Bauernhofes | Oberjahna 2, 15, 16, 17 (Karte) | Bezeichnet mit 1768 (Nr. 17, Seitengebäude); bezeichnet mit 1803 (Nr. 17, Seitengebäude); um 1850 (Wohnstallhaus) | Stattliche Hofanlage, Seitengebäude in Fachwerkbauweise, klassizistische Portale am Hauptgebäude, weitgehend original erhalten, baugeschichtlich und wirtschaftsgeschichtlich von Bedeutung. Bis 2001 stand Anwesen nur als „Nummer 2“ in der Denkmalliste. - Nummer 15: Fachwerk massiv untersetzt, Krüppelwalmdach - Ehemaliger Pferdestall (Nummer 17, ursprünglich zu Hof Nummer 2 gehörend, heute Wohnhaus): Fachwerk massiv untersetzt, Krüppelwalmdach | 09267969 |
| Direkt Bild zu diesem Denkmal hochladen | Wohnhaus (Nr. 5a), mit Einfriedungsmauer (vor Nr. 5) und Torpfeiler                                                                        | Oberjahna 5, 5a (Karte)         | 18. Jahrhundert                                                                                                   | Repräsentativer Putzbau, Mittelrisalit durch Volutengiebel im Stil der Neorenaissance betont, baugeschichtlich von Bedeutung. Erdgeschoss-Nutungen, Gesimse-Gliederung, Ornamentik, (Neo?)-Renaissancegiebel, Gebäude stand bis 2001 irrtümlich ohne Hausnummer in Denkmalliste, vermutlich kein Herrenhaus, sondern Mühle oder ähnliches. | 09267970 |
| Direkt Bild zu diesem Denkmal hochladen | Seitengebäude (Wohnstallhaus) eines Bauernhofes                                                                                            | Oberjahna 10 (Karte)            | 1. Hälfte 19. Jahrhundert                                                                                         | Obergeschoss Fachwerk, baugeschichtlich von Bedeutung, bildet Bauernhof zusammen mit Nummer 3/3a und Nummer 9. Fachwerk massiv untersetzt, Fledermausgaupen. | 09267972 |

## Planitz
| Bild                                    | Bezeichnung | Lage               | Datierung | Beschreibung | ID       |
| --------------------------------------- | --- | ------------------ | --- | --- | -------- |
|                                         | Kirche (einschließlich Ausstattung) und Kirchhof mit Leichenhalle, Kirchhofsmauer und Kirchhofstor | Planitz (Karte)    | 1727 (Kirche); 17. Jahrhundert (Abendmahl); um 1727 (Kanzelaltar); bezeichnet mit 1829 (zwei Meißner Vasen); bezeichnet mit 1855 (Leichenhalle) | Barocke Saalkirche mit hohem Dachreiter von 1802, Abbruch des Turmes 1770, im Innern umlaufende Doppelempore, Brüstungsfelder der Emporen mit ornamentaler Malerei des frühen 19. Jahrhunderts, barocker Kanzelaltar, auf dem Kirchhof Leichenhalle von 1855, baugeschichtlich, ortsgeschichtlich und ortsbildprägend von Bedeutung. - Evangelische Pfarrkirche (Dehio Sachsen, Bd. I, 1996): Einfacher Saalbau von 1727, Dachreiter 1802/03, Instandsetzungen nach Kriegsschäden 1945, Restaurierungen 1979/80 (innen), 1993/94 (außen). Putzbau mit großen Stichbogenfenstern, Eingangsportale im Westen und Osten. An der Nordfassade hoher Podestvorbau mit seitlichem Treppenaufgang, vom Podest aus konnten über drei separate, externe Zugänge drei besondere Logen auf der unteren Nordempore der Kirche betreten werden (die in das Fensterachsensystem integrierten Öffnungen zurzeit vermauert), im Podestunterbau vergitterte Abgänge zu gewölbten Grüften. Schwerer Dachreiter, auf der Westgiebelwand aufsitzend, mit Haube über Laterne, verschiefert. Saal mit flacher Putzdecke, umlaufend doppelgeschossige Holzemporen, die unteren auf Holzstützen, die Brüstungen im frühen 19. Jahrhundert ornamental und mit Gehängen bemalt. Auf der unteren Nordempore drei Logen (Betstuben) mit verglasten, korbbogigen Fronten, ehem. mit rückwärtigen Zugängen von außen, für die Besitzer der eingepfarrten Rittergüter Sornitz, Deila und Leutewitz, östlich davon offene Betstube der örtlichen Gutsbesitzer Roßberg, 1818. Emporentreppen im Osten und Westen, Sakristei in der Nordostecke. - Ausstattung: Kanzelaltar aus Holz, um 1727, der polygonale Korb und der die Gesetzestafeln tragende Schalldeckel reich mit Schnitzereien verziert, weiß und gold gefasst, beide flankiert von einem ionischen, grün marmorierten Säulenpaar, darüber große Gloriole, Vasenaufsätze mit Puttenköpfen und Adelswappen von Watzdorf/von Miltitz. Gestühl wohl aus der Bauzeit, seine Rechteckwangen mit kleinen Bekrönungen. Ölgemälde auf Leinwand, Abendmahldarstellung (17. Jahrhundert). Zwei Meißner Vasen, Urnenform, bemalt, bezeichnet mit 1829 und mit Inschrift, welche Louise Steiger aus Leutewitz als Stifterin nennt. - Friedhofsmauer in sehr schlechtem Zustand, am Eingang noch ein Torpfeiler vorhanden, zwei flankierende Bäume, heute (2011) Torpfeiler ergänzt. | 09268109 |
| Direkt Bild zu diesem Denkmal hochladen | Wohnstallhaus, Seitengebäude, zwei Auszüglerhäuser zu beiden Seiten der Hofeinfahrt und Scheune eines Bauernhofes, sowie zwei Hofbäume, Torpfeiler (Steine des Torbogens noch vorhanden) und Einfriedungsmauer des Bauerngartens | Planitz 1 (Karte)  | 1764 (Auszugshaus); 1793 (Wohnstallhaus); um 1900 (Scheune); bezeichnet mit 1902 (Seitengebäude)                                                | Einer der größten Bauernhöfe des Ortes, landschaftstypisches Wohnstallhaus mit Fachwerk-Obergeschoss, großes massives Seitengebäude mit Mittelrisalit und Laterne, Auszüglerhäuser mit Fachwerk-Obergeschoss, baugeschichtlich, wirtschaftsgeschichtlich, ortsgeschichtlich und sozialgeschichtlich von Bedeutung. - Wohnstallhaus: Fachwerk massiv untersetzt, Fledermausgaupen - Wirtschaftsgebäude mit Laterne - kleines Wirtschaftsgebäude mit Taubenschlag ist zweites Auszüglerhaus | 09268107 |
| Direkt Bild zu diesem Denkmal hochladen | Wohnstallhaus eines ehemaligen Dreiseithofes | Planitz 7 (Karte)  | Bezeichnet mit 1851 | Obergeschoss Fachwerk, zeit- und landschaftstypisches, stattliches Bauernhaus, baugeschichtlich von Bedeutung. Stattliches Wohnstallhaus, Krüppelwalmdach. | 08951444 |
| Direkt Bild zu diesem Denkmal hochladen | Wohnhaus | Planitz 9a (Karte) | Bezeichnet mit 1788 | Obergeschoss Fachwerk, baugeschichtlich von Bedeutung, Krüppelwalmdach | 09268108 |

## Porschnitz
| Bild                                    | Bezeichnung                                                                                           | Lage                     | Datierung                 | Beschreibung | ID       |
| --------------------------------------- | --- | ------------------------ | ------------------------- | --- | -------- |
| Direkt Bild zu diesem Denkmal hochladen | Wohnstallhaus (mit rückwärtigem Anbau) und winkelförmig angebautes Wirtschaftsgebäude des Rittergutes | Porschnitz 1, 1a (Karte) | Bezeichnet mit 1884       | Repräsentative Gründerzeitgebäude, Wohnstallhaus mit aufwändig gestaltetem Zwillingsfenster im Giebel, Wirtschaftsgebäude zum Hof übergiebelter Mittelrisalit mit Laterne, baugeschichtlich und ortsgeschichtlich von Bedeutung. - Wohnstallhaus: einfache Sandstein-Portale und -Fenstergewände, Giebelschmuck - Stall-Wirtschaftsgebäude: mit Dreiecksgiebel und schmiedeeisernem Türmchen, Sandstein-Fenstergewände Herrenhaus 1963 abgebrannt. | 09268446 |
| Direkt Bild zu diesem Denkmal hochladen | Wohnhaus                                                                                              | Porschnitz 5 (Karte)     | 1. Hälfte 19. Jahrhundert | Obergeschoss Fachwerk, baugeschichtlich und sozialgeschichtlich von Bedeutung. Fachwerk massiv untersetzt, Schleppdach, Fledermausgaube. Handschwengelpumpe vor 2011 abgebrochen. | 09268450 |

## Priesa
| Bild                                    | Bezeichnung | Lage             | Datierung                                                          | Beschreibung | ID       |
| --------------------------------------- | --- | ---------------- | ------------------------------------------------------------------ | --- | -------- |
| Direkt Bild zu diesem Denkmal hochladen | Wohnstallhaus, Stallgebäude und weiteres Seitengebäude (Torhaus) eines Vierseithofs sowie Bauerngarten mit Einfriedung | Priesa 2 (Karte) | Bezeichnet mit 1825 (Wohnstallhaus); bezeichnet mit 1829 (Torhaus) | Alle Gebäude Obergeschoss Fachwerk, großer und weitgehend geschlossen erhaltener Bauernhof, Zeugnis bäuerlichen Lebens und Wirtschaftens vergangener Zeiten, baugeschichtlich und wirtschaftsgeschichtlich von Bedeutung. - Wohnstallhaus: Fachwerk massiv untersetzt (teilweise entfernt oder verputzt) - Torhaus: Fachwerk massiv untersetzt | 09267989 |
| Direkt Bild zu diesem Denkmal hochladen | Wohnstallhaus, Seitengebäude und Torbogen eines Vierseithofes                                                          | Priesa 3 (Karte) | Bezeichnet mit 1828                                                | Beide Gebäude Obergeschoss Fachwerk, baugeschichtlich von Bedeutung. - Wohnstallhaus: Fachwerk massiv untersetzt, Sandstein-Türgewände - Stall: Fachwerk massiv untersetzt | 09267991 |
| Direkt Bild zu diesem Denkmal hochladen | Wohnstallhaus und Seitengebäude (Torhaus) eines ehemaligen Vierseithofes sowie Hofpflasterung und Bauerngarten         | Priesa 4 (Karte) | Bezeichnet mit 1827                                                | Stattliches Wohnstallhaus mit verputztem Fachwerk-Obergeschoss und schönem Segmentbogenportal, landschaftstypische bäuerliche Gebäude, baugeschichtlich und wirtschaftsgeschichtlich von Bedeutung | 09267990 |

## Pröda
| Bild                                    | Bezeichnung | Lage            | Datierung                 | Beschreibung | ID       |
| --------------------------------------- | --- | --------------- | ------------------------- | --- | -------- |
| Direkt Bild zu diesem Denkmal hochladen | Wohnstallhaus und Seitengebäude (Torhaus) eines ehemaligen Vierseithofes sowie zwei straßenseitige Hofbäume an der Durchfahrt des Torhauses | Pröda 1 (Karte) | 1. Hälfte 19. Jahrhundert | Zwei ländliche Fachwerkgebäude, stattliches Wohnstallhaus mit Mansarddach, Zeugnisse bäuerlichen Lebens vergangener Zeiten, baugeschichtlich von Bedeutung                                                                       | 09269813 |
| Direkt Bild zu diesem Denkmal hochladen | Wohnhaus, daran winkelförmig angebautes Seitengebäude, Stallgebäude (mit Kumthalle) und Scheune eines Vierseithofes sowie Hofpflasterung    | Pröda 6 (Karte) | Bezeichnet mit 1863       | Geschlossen erhaltener Bauernhof des 19. Jahrhunderts, verputzte Massivbauten, ein Seitengebäude mit seltener dreibogiger Kumthalle, Wohnhaus mit schönem Türportal, baugeschichtlich und wirtschaftsgeschichtlich von Bedeutung | 09269814 |

## Schletta
| Bild           | Bezeichnung                                                                        | Lage                    | Datierung | Beschreibung | ID       |
| -------------- | ---------------------------------------------------------------------------------- | ----------------------- | --------- | --- | -------- |
| Weitere Bilder | Herrenhaus (Nr. 13) und Wirtschaftsgebäude (Nr. 14, mit Kumthalle) des Rittergutes | Schletta 13, 14 (Karte) | 1650      | Ursprünglich Vorwerk des Klosters St. Afra zu Meißen, seit 1551 Rittergut, Herrenhaus lang gestrecktes Renaissancegebäude mit mehreren Volutengiebeln, Wirtschaftsgebäude mit Fachwerk-Obergeschoss, baugeschichtlich und ortsgeschichtlich von Bedeutung. Ehemals große Vierseitanlage, Mitte 17. bis 19. Jahrhundert, Nord- und Ostflügel nach 1945 abgebrochen. Das Herrenhaus bildet den Südteil des Westflügels, ein zweigeschossiger Putzbau um 1650, mit Satteldach, rundbogigem Eingangsportal an der Ostfassade, in gleicher Achse dreizonigem Zwerchhaus mit Voluten- und C-Bogen-Anläufen sowie Sprenggiebelabschluss. An der Ost- und Südfassade des wohl im 18. Jahrhundert nach Westen erweiterten Baus frühbarocke Putzgliederungen erhalten. Nördlich anschließend Wirtschaftsgebäude von 16 Achsen, mit Zwerchhäusern und Stehgaupen, späteres 19. Jahrhundert. Südöstlich ehemaliger Pferdestall mit dreibogiger Kummethalle und Fachwerkobergeschoss, 18. Jahrhundert (Dehio Sachsen I, 1996). - Gutshaus: Renaissancegiebel und -gewände - Wirtschaftsgebäude: Fachwerk massiv untersetzt | 09267973 |

## Schönnewitz
| Bild                                    | Bezeichnung                                                                                      | Lage                  | Datierung                 | Beschreibung | ID       |
| --------------------------------------- | ------------------------------------------------------------------------------------------------ | --------------------- | ------------------------- | --- | -------- |
| Direkt Bild zu diesem Denkmal hochladen | Wohnstallhaus (mit angebautem Backhaus), Seitengebäude (Torhaus) und Scheune eines Vierseithofes | Schönnewitz 4 (Karte) | 1. Hälfte 19. Jahrhundert | Wohnstallhaus und Seitengebäude beide Obergeschoss Fachwerk, Fachwerk-Scheune, weitgehend geschlossen erhaltene, landschaftstypische Hofanlage, baugeschichtlich und wirtschaftsgeschichtlich von Bedeutung, Fachwerk massiv untersetzt. - Scheune: Fachwerk - Wohnstallhaus: 1937 teils massiv gebaut - Torhaus: Fledermausgauben | 09268448 |

## Sieglitz
| Bild                                    | Bezeichnung | Lage                | Datierung                                                           | Beschreibung | ID       |
| --------------------------------------- | --- | ------------------- | ------------------------------------------------------------------- | --- | -------- |
| Direkt Bild zu diesem Denkmal hochladen | Wohnstallhaus, Scheune, Stallgebäude und daran angebautes Seitengebäude (Torhaus) mit Hofmauer und Pforte eines Vierseithofes | Jesseritz 2 (Karte) | Bezeichnet mit 1792 (Wohnstallhaus); 19. Jahrhundert (Stallgebäude) | Alte Ortslage Jesseritz, Wohnstallhaus mit Fachwerk-Obergeschoss und schönem Segmentbogenportal, Stallgebäude mit zugesetzter Kumthalle und Taubenschlag im Dach (Seltenheitswert), baugeschichtlich und wirtschaftsgeschichtlich von Bedeutung. Wohnstallhaus: Fachwerk massiv untersetzt (teilweise verputzt), Sandsteinportal, Krüppelwalmdach, Bauerngarten mit Weinstöcken. Garten vermutlich vor 2011 beseitigt. | 09267967 |
| Direkt Bild zu diesem Denkmal hochladen | Häuslerhaus | Jesseritz 4 (Karte) | 1. Hälfte 19. Jahrhundert                                           | Alte Ortslage Jesseritz, Obergeschoss Fachwerk, sozialgeschichtlich von Bedeutung, Fachwerk massiv untersetzt | 09267966 |

## Soppen
| Bild                                    | Bezeichnung | Lage                  | Datierung                                                                    | Beschreibung | ID       |
| --------------------------------------- | --- | --------------------- | ---------------------------------------------------------------------------- | --- | -------- |
| Direkt Bild zu diesem Denkmal hochladen | Wohnstallhaus (Nr. 2a, mit rückwärtigem Anbau Nr. 2b), Stallgebäude, Scheune und Seitengebäude (Auszüglerhaus) eines Vierseithofes, Reste des Torbogens, Bauerngarten mit Brunnen und Stützmauern (Landrichtergut) | Soppen 2a, 2b (Karte) | Bezeichnet mit 1822 (Wohnstallhaus); 2. Hälfte 19. Jahrhundert (Auszugshaus) | Stattliches Wohnstallhaus mit verputztem Fachwerk-Obergeschoss und prächtigen Segmentbogenportalen, Stallgebäude Obergeschoss Fachwerk, baugeschichtlich und wirtschaftsgeschichtlich von Bedeutung, als Hof eines Landrichters regionalgeschichtlich von Bedeutung. - Wohnstallhaus: Fachwerk massiv untersetzt, Sandstein-Türstock und -Fenstergewände - Wohn-Wirtschaftsgebäude: Fachwerk massiv untersetzt - Scheune: massiv, Fledermausgauben, um 1900 umgebaut - Auszüglerhaus: massiv, Gewölbe im Stall | 09268436 |
| Direkt Bild zu diesem Denkmal hochladen | Scheune (mit Anbau) eines Dreiseithofes | Soppen 3 (Karte)      | Bezeichnet mit 1740                                                          | Fachwerk-Scheune mit altertümlicher Konstruktion (gekreuzte Streben), baugeschichtlich und wirtschaftsgeschichtlich von Bedeutung. Fachwerk teils entfernt, Schlussstein am Kellereingang (bezeichnet mit 1740) wahrscheinlich älter als das Gebäude. | 09268435 |
| Direkt Bild zu diesem Denkmal hochladen | Wohnstallhaus (mit angebautem Backhaus) eines ehemaligen Vierseithofes | Soppen 4 (Karte)      | Bezeichnet mit 1806                                                          | Großes Wohnstallhaus mit Fachwerk-Obergeschoss und Sandstein-Türstock, Fachwerk auch im Giebel mit älterer Bausubstanz, zeit- und landschaftstypisches Bauernhaus, baugeschichtlich von Bedeutung. Fachwerk massiv untersetzt, Sandstein-Türstock und -Fenstergewände, Fachwerk auch im Giebel. | 09268433 |
| Direkt Bild zu diesem Denkmal hochladen | Wohnstallhaus und Scheune eines ehemaligen Vierseithofes | Soppen 7 (Karte)      | Bezeichnet mit 1840                                                          | Wohnstallhaus Obergeschoss Fachwerk verkleidet, Türportale mit gerader Verdachung, Scheune mächtiger Bruchsteinbau, charakteristische bäuerliche Gebäude der Lommatzscher Pflege, baugeschichtlich und wirtschaftsgeschichtlich von Bedeutung. - Wohnstallhaus: Fachwerk massiv untersetzt (Bruchstein), Sandstein-Türstock und -Fenstergewände, Netzgewölbe im Eingangsbereich (Grate) - Scheune: Bruchstein Stall-Wirtschaftsgebäude: Fachwerk massiv untersetzt, hervorgehobene Mittelachse mit Dreiecksgiebel, Sandstein-Türstöcke und -Fenstergewände, desolater Zustand. 2003 Streichung Stall-Wirtschaftsgebäude und danach Abbruch. | 09268432 |

## Sornitz
| Bild                                    | Bezeichnung                                                                       | Lage               | Datierung | Beschreibung | ID       |
| --------------------------------------- | --------------------------------------------------------------------------------- | ------------------ | --------- | --- | -------- |
| Weitere Bilder                          | Ehemaliges Wasserschloss eines Rittergutes, heute Wohnhaus, und Einfriedungsmauer | Sornitz 1c (Karte) | Nach 1550 | Bemerkenswertes Renaissancegebäude mit steilem Satteldach (ehemals mit Zwerchhaus und Volutengiebel), ursprünglich an zwei Ecken diagonal zueinander je ein Rundturm, heute nur noch ein Rundturm (ohne Helm) erhalten, baugeschichtlich, kunstgeschichtlich und ortsgeschichtlich von Bedeutung. Kleines Herrenhaus der Zeit um 1550, ursprünglich von Wassergraben umgeben, seit 1945 Neubauernstelle. Zweigeschossiger Putzbau mit Steilsatteldach, von den beiden der Südost- und der Nordwestecke des Baus anliegenden Rundtürmen der letztere nach 1945 abgetragen, südöstliche ohne Haube, auch die großen Zwerchhäuser und Ziergiebel verloren. Im Erdgeschoss des Südostturms Zellengewölbe aus der Bauzeit. | 09268116 |
| Direkt Bild zu diesem Denkmal hochladen | Wohnhaus                                                                          | Sornitz 8 (Karte)  | Um 1800   | Obergeschoss Fachwerk, kleines ländliches Wohnhaus, baugeschichtlich und sozialgeschichtlich von Bedeutung | 09268115 |
| Direkt Bild zu diesem Denkmal hochladen | Wohnhaus                                                                          | Sornitz 11 (Karte) | Um 1800   | Obergeschoss Fachwerk, kleines ländliches Wohnhaus, baugeschichtlich und sozialgeschichtlich von Bedeutung | 09268114 |

## Stroischen
| Bild                                    | Bezeichnung | Lage                     | Datierung                                                                | Beschreibung | ID       |
| --------------------------------------- | --- | ------------------------ | ------------------------------------------------------------------------ | --- | -------- |
| Direkt Bild zu diesem Denkmal hochladen | Wohnstallhaus (Nr. 6), Seitengebäude (Nr. 6a, mit Kumthalle) und Stallgebäude eines Vierseithofes sowie Hofpflasterung | Stroischen 6, 6a (Karte) | Bezeichnet mit 1828 (Wohnstallhaus); bezeichnet mit 1848 (Seitengebäude) | Wohnstallhaus mit Fachwerk-Obergeschoss und Segmentbogenportal, Seitengebäude mit seltener Kumthalle und Dachausbau mit Laterne, im Dachausbau Drillingsfenster (Palladio-Motiv), Stallgebäude Obergeschoss Fachwerk, weitgehend geschlossen erhaltene Hofanlage, baugeschichtlich und wirtschaftsgeschichtlich von Bedeutung. - Wohnstallhaus: Fachwerk massiv untersetzt - Wirtschaftsgebäude: Dreiecksgiebel mit Uhr über der Mittelachse, prächtige Säulen - Stallgebäude: Fachwerk massiv untersetzt | 09267981 |

## Ehemalige Denkmäler

### Ehemaliges Denkmal (Mehren)
| Bild                                    | Bezeichnung                       | Lage             | Datierung           | Beschreibung | ID       |
| --------------------------------------- | --------------------------------- | ---------------- | ------------------- | --- | -------- |
| Direkt Bild zu diesem Denkmal hochladen | Wohnstallhaus eines Dreiseithofes | Mehren 7 (Karte) | Bezeichnet mit 1771 | Wohnstallhaus mit Fachwerk-Obergeschoss und Segmentbogenportal, zeittypisches Bauernhaus, baugeschichtlich von Bedeutung. Fachwerk massiv untersetzt, teils verbrettert, nicht mehr bewohnt, nicht auf der Vorschlagsliste, Torbogen, Bauerngarten und Bruchsteinmauer nicht mehr vorhanden (vor 2011 festgestellt). Zwischen 2018 und 2020 abgerissen. | 09267982 |

### Ehemaliges Denkmal (Soppen)
| Bild                                    | Bezeichnung                                                                          | Lage                   | Datierung           | Beschreibung | ID       |
| --------------------------------------- | ------------------------------------------------------------------------------------ | ---------------------- | ------------------- | --- | -------- |
| Direkt Bild zu diesem Denkmal hochladen | Wohnstallhaus (Nr. 15), Stallgebäude und Seitengebäude (Nr. 15a) eines Vierseithofes | Soppen 15, 15a (Karte) | Bezeichnet mit 1799 | Alle Gebäude Obergeschoss Fachwerk, Wohnstallhaus mit schönem Segmentbogenportal, zeit- und landschaftstypische Hofanlage, baugeschichtlich und wirtschaftsgeschichtlich von Bedeutung. - Wohnstallhaus: Fachwerk massiv untersetzt, teils verbrettert, Krüppelwalmdach, Sandstein-Türstock (Rest) - Wirtschafts-Stallgebäude: Fachwerk massiv untersetzt - Wohn-Wirtschaftsgebäude: Fachwerk massiv untersetzt, Sandstein-Türstöcke und-Fenstergewände Bauerngarten mit Stützmauern 2011 nicht mehr vorhanden. Vierseithof zwischen 2021 und 2024 aus der Denkmalliste gestrichen. | 09268434 |

### Ehemaliges Denkmal (Tronitz)
| Bild                                    | Bezeichnung                                              | Lage              | Datierung                                       | Beschreibung | ID       |
| --------------------------------------- | -------------------------------------------------------- | ----------------- | ----------------------------------------------- | --- | -------- |
| Direkt Bild zu diesem Denkmal hochladen | Wohnstallhaus und zwei Seitengebäude eines Vierseithofes | Tronitz 1 (Karte) | Ende 18. Jahrhundert, Wohnhaus später überformt | Markantes Fachwerkensemble, in Teilen ruinös, bau- und ortsgeschichtlich bedeutend. Zwischen 2001 und 2016 abgerissen. | 09267988 |

## Tabellenlegende
- Bild: Bild des Kulturdenkmals, ggf. zusätzlich mit einem Link zu weiteren Fotos des Kulturdenkmals im Medienarchiv Wikimedia Commons. Wenn man auf das Kamerasymbol klickt, können Fotos zu Kulturdenkmalen aus dieser Liste hochgeladen werden:
- Bezeichnung: Denkmalgeschützte Objekte und ggf. Bauwerksname des Kulturdenkmals
- Lage: Straßenname und Hausnummer oder Flurstücknummer des Kulturdenkmals. Die Grundsortierung der Liste erfolgt nach dieser Adresse. Der Link (Karte) führt zu verschiedenen Kartendiensten mit der Position des Kulturdenkmals. Fehlt dieser Link, wurden die Koordinaten noch nicht eingetragen. Sind diese bekannt, können sie über ein Tool mit einer Kartenansicht einfach nachgetragen werden. In dieser Kartenansicht sind Kulturdenkmale ohne Koordinaten mit einem roten bzw. orangen Marker dargestellt und können durch Verschieben auf die richtige Position in der Karte mit Koordinaten versehen werden. Kulturdenkmale ohne Bild sind an einem blauen bzw. roten Marker erkennbar.
- Datierung: Baubeginn, Fertigstellung, Datum der Erstnennung oder grobe zeitliche Einordnung entsprechend des Eintrags in der sächsischen Denkmaldatenbank
- Beschreibung: Kurzcharakteristik des Kulturdenkmals entsprechend des Eintrags in der sächsischen Denkmaldatenbank, ggf. ergänzt durch die dort nur selten veröffentlichten Erfassungstexte oder zusätzliche Informationen
- ID: Vom Landesamt für Denkmalpflege Sachsen vergebene, das Kulturdenkmal eindeutig identifizierende Objekt-Nummer. Der Link führt zum PDF-Denkmaldokument des Landesamtes für Denkmalpflege Sachsen. Bei ehemaligen Kulturdenkmalen können die Objektnummern unbekannt sein und deshalb fehlen bzw. die Links von aus der Datenbank entfernten Objektnummern ins Leere führen. Ein ggf. vorhandenes Icon  führt zu den Angaben des Kulturdenkmals bei Wikidata.

## Ausführliche Denkmaltexte
1. ↑  Rübenbahn:

Im wohl bedeutendsten Zuckerrübenanbaugebiet Sachsens sind die wenigen erhaltenen Zeugnisse der „Rübenbahn“ als Haupttransportmittel sowohl von Gütern als auch Personen und als ein temporärer Hauptarbeitgeber der Region von großer regionalgeschichtlicher sowie eisenbahngeschichtlicher Bedeutung. Dabei markieren die einfachen, aber qualitätvoll gestalteten Wartehallen an den Bahnhöfen, Haltestellen und Haltepunkten – oftmals begleitet von einem für die Zwecke der Bahnmeisterei ausrangierten Wagenkasten – zusammen mit den wenigen verbliebenen Ingenieurbauten der Strecke als Fragmente entlang der inzwischen abgebauten Schmalspurgleise den einstigen Streckenverlauf der „Rübenbahn“. Zusammen mit den teilweise erhaltenen Ladegleisen und -rampen verdeutlichen sie die Zweckbestimmung der ehemals längsten und äußerst bedeutenden sächsischen Kleinbahn als Güter- und Personentransportstrecke.

Als Typenbauten auf der Strecke Wilsdruff–Gärtitz kommt den Wartehallen zudem neben dem eisenbahngeschichtlichen auch ein baugeschichtlicher Wert zu. Gerade die große Anzahl der erhaltenen Bauten veranschaulicht eindrucksvoll diese konstruktive und gestalterische Vereinheitlichung eines Zweckbaus. Obwohl die Hochbauten der Königlich Sächsischen Staatseisenbahnen insgesamt nach einheitlichen Baustandards entworfen wurden und sich daher auch viele Bahnhofsgebäude innerhalb des sächsischen Schmalspurnetzes gleichen, gibt es strecken- und regionaltypische Lösungen, wie die hier vorliegenden Wartehallen.